# Martine Bjørneboe
Martine Petermine Bjørneboe (født Hansen 25. august 1872 i Vindeby, død 22. december 1946 i København) var en dansk filantrop og kommunalpolitiker. Hun var medlem af Dansk Værneselskab, Det Hvide Baand (afholdsmission), Alkoholkommissionen af 1934, afdelingsleder af Fængselshjælpen (og senere af Dansk Forsorgsselskab), Dansk Kvindesamfund, Socialdemokratiet, Københavns filantropiske Selskab, Københavns kommunes hjælpekasse, Borgerrepræsentationen og Frelsens Hær.
Hendes virke var stærkt inspireret af kristendom og indremissionske værdier, hvor hun hele hendes liv var indstillet på at hjælpe andre med stor iver og omsorg, især i forhold til kvindesagen, samfundets svageste, de udstødte og mennesker, der kom på kant med loven.